# Bloco-D (estágio de foguete)

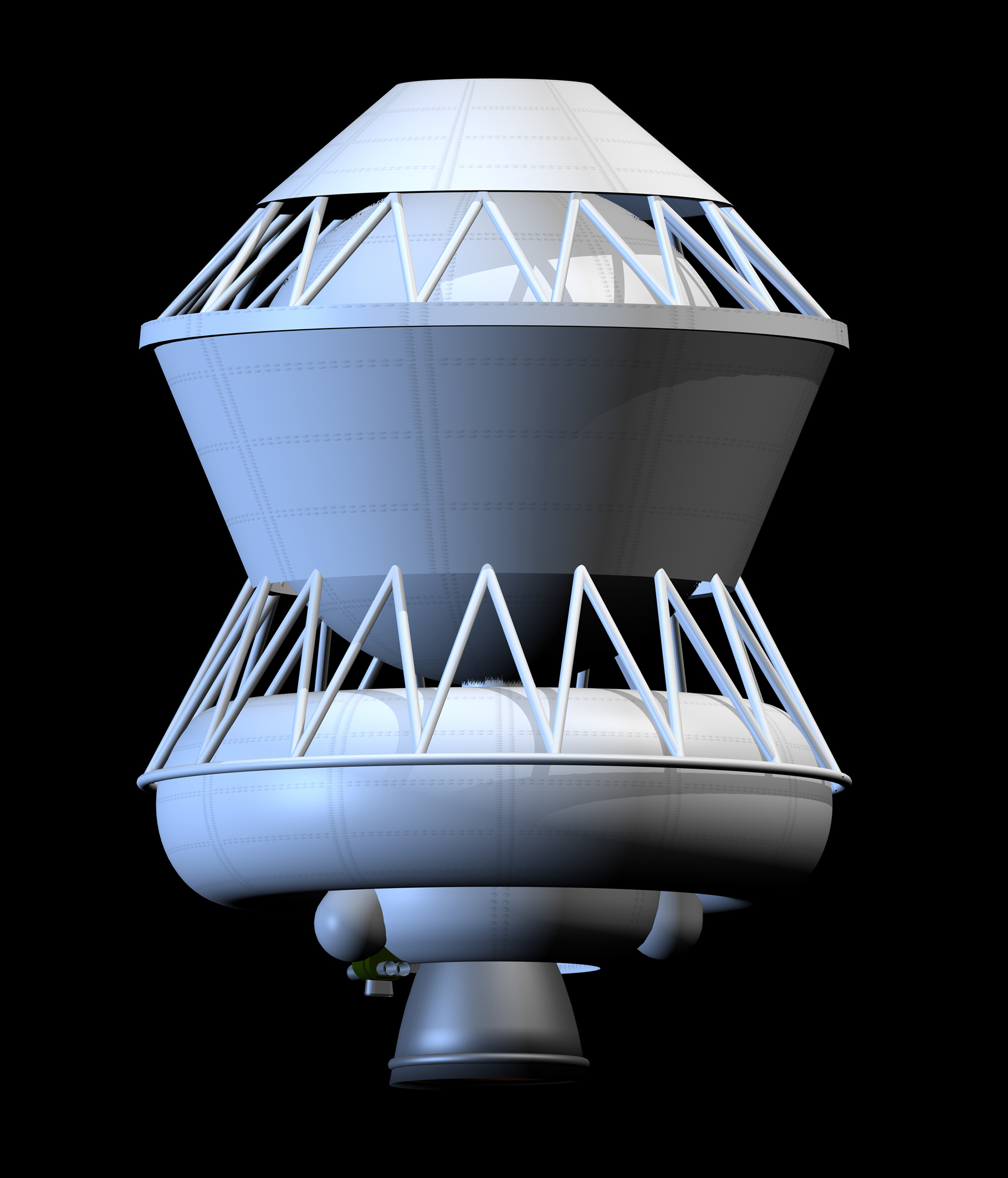
Modelo em 3D do estágio Bloco-D.

O Bloco-D, (em russo: Блок Д ), foi um estágio de foguete movido a combustível líquido (Querosene e LOX), desenvolvido na década de 60 para ser o quinto estágio do foguete N1 do programa lunar tripulado soviético. O motor que o acionava era o RD-58.

## Desenvolvimento e uso
O estágio Bloco-D, acabou sendo usado em outros foguetes além do N1, como o  Proton-K e o Zenit. E existiam planos de usá-lo em outros modelos de foguete.
Esse estágio e suas derivações foram usados em mais de 250 lançamentos (até 2005). Até 2002, a versão Bloco-DM tinha uma taxa de sucesso de 97% em 218 voos desde 1974, e 43 missões bem sucedidas entre 1997 e 2002.
O primeiro voo desse estágio ocorreu em Março de 1967 em testes da missão Zond do programa de exploração lunar soviético. Durante os voos tripulados para a Lua, o Bloco-D seria usado para correções de rota a caminho da Lua, colocar o conjunto: Soyuz 7K-L3 + LK lander na órbita lunar, e desacelerar o LK na sua trajetória de pouso.
O Bloco-D foi também incluído como quarto estágio do foguete Proton, e como tal, fez parte de missões soviéticas para a Lua, Marte e Vênus. Ele foi usado na configuração Proton-K e continua em uso na configuração Proton-M (juntamente com o Briz-M).
O Bloco-DM voou também como terceiro estágio do foguete Zenit-3SL, que é usado no projeto Sea Launch para lançar satélites geoestacionários. Em 2002, a falha de um Bloco-DM3 usado na tentativa de lançamento do satélite Astra 1K, causou grande preocupação.
O Bloco-D pesa 3,5 toneladas durante o lançamento, mas algumas partes dele são descartadas e o seu peso no espaço é de 2,5 toneladas. Ele tem 5,70 metros de altura e gera 83.300 kN de empuxo durante 600 segundos de combustão. O Bloco-D evoluiu para a versão Blok DM em 1974, com o motor 11D-58S. O custo unitário é de US$ 4 milhões.